# 町田経宇
町田 経宇（まちだ けいう、1865年10月22日（慶応元年9月3日） - 1939年（昭和14年）1月10日）は、日本陸軍の軍人。陸士旧9期、陸大9期。
栄典は正三位勲一等功三級。最終階級は陸軍大将。
旧名、宮崎愛次郎。
古参の上原閥の一人であり、宇都宮太郎の同志（反長州閥）であった。

## 経歴
薩摩国伊集院（現：日置市）で薩摩藩士井尻仲左衛門の二男として生まれ、漢口領事などを務めた薩摩出身の領事町田実一の養嗣子となる。司法省法学校を経て、1887年7月、陸軍士官学校（旧9期）を卒業し、陸軍少尉任官。1893年11月、陸軍大学校（9期）を卒業した。日清戦争に出征し、1895年3月、歩兵第10旅団副官となる。参謀本部第1部員、ウラジオストク駐在、ロシア差遣などを歴任。
日露戦争では、第4軍参謀として出征した。フランス大使館付、参謀本部課長、歩兵第48連隊長、第15師団参謀長などを経て、1912年3月、陸軍少将に進級し、歩兵第30旅団長、支那公使館付武官、参謀本部第2部長を歴任。1916年8月、陸軍中将となり、第11師団長、第4師団長、サガレン州派遣軍司令官を歴任。1922年5月、陸軍大将となり、軍事参議官を務め、1925年5月に宇垣軍縮のため予備役に編入され、1935年4月に退役した。

## 逸話
- 1924年10月に金沢で行われた大演習の南軍司令官は田中義一大将、北軍司令官は町田であった[2]。田中は手袋を外して町田に握手を求めた。しかし、田中が陸相候補問題を起こしてから日が浅いこともあり、上原閥の町田は目を合わせず、手袋をつけたままこれに応じている[3]。先任の大将に対して儀礼に欠く行為であったが、陸軍内における田中と長州閥に対する感情を顕していた。

## 年譜
- 1904年（明治37年） - 日露戦争出征、陸軍中佐
- 1907年（明治40年） - 陸軍大佐
- 1909年（明治42年）8月1日 - 歩兵第48連隊長
- 1912年（明治45年） - 陸軍少将
- 1914年（大正3年）8月8日 - 支那公使館付武官[4]
- 1916年（大正5年）8月 - 陸軍中将
- 1917年（大正6年）8月6日 - 第11師団長
- 1919年（大正8年）4月12日 - 第4師団長
- 1921年（大正10年）6月15日 - サガレン州派遣軍司令官
- 1922年（大正11年）5月10日 - 陸軍大将
- 1923年（大正12年） - 軍事参議官
- 1925年（大正14年）5月 - 予備役
- 1931年（昭和6年）4月1日 - 後備役
- 1935年（昭和10年） - 退役

## 栄典
位階
- 1890年（明治23年）10月15日 - 正八位[5]
- 1892年（明治25年）1月27日 - 従七位[6]
- 1901年（明治34年）3月11日 - 従六位[7]
- 1907年（明治40年）12月27日 - 従五位[8]
- 1912年（明治45年）5月10日 - 正五位[9]
- 1916年（大正5年）9月11日 - 従四位[10]
- 1918年（大正7年）10月10日 - 正四位[11]
- 1921年（大正10年）11月10日 - 従三位[12]。
- 1924年（大正13年）12月15日 - 正三位[13]。
- 1939年（昭和14年）1月4日 - 従二位[14]。

勲章等
- 1901年（明治34年）11月30日 - 勲五等瑞宝章[15]
- 1905年（明治38年）11月30日 - 勲四等瑞宝章[16]
- 1915年（大正4年）11月7日 - 勲二等旭日重光章・大正三四年従軍記章[17]
- 1919年（大正8年）12月15日 - 戦捷記章[18]
- 1921年（大正10年）7月1日 - 第一回国勢調査記念章[19]
- 勲二等旭日重光章
- 勲一等瑞宝章
- 功三級金鵄勲章

- 1910年（明治43年）3月17日 -  黒星勲章コマンドゥール（en）[20]
- 1918年（大正7年）3月28日 - 支那共和国：二等大綬嘉禾章[21]
- レジオンドヌール勲章オフィシエ

## 親族
- 次男：町田敬二、陸軍大佐[22]
- 娘：石本勝子、石本五雄（陸軍少将）の妻